# Певец (село)
 Тази статия е за българското село.  За музикален изпълнител вижте Певец.  
Певец е село в Североизточна България. То се намира в община Търговище, област Търговище.
Селото е познато сред турските изселници с названието Aşık Ova (Ашъкова; в превод от турски „Долината на фолклорните певци“)

### География
Певец е село в Североизточна България, намира се между Търговище и Велики Преслав, на около 10 километра от двата града, край река Иреклик.
Много добри почвено-климатични условия за развитие на лозарство. В землището на селото се отглеждат фуражни култури, царевица и пшеница. Все още има площи, които не се обработват.

### История
Налице са археологически данни за селище, населявано през неолита, халколита и прехода към бронзовата епоха, разположено върху платото на 1,5 км западно от селото, на левия бряг на реката. Установени са 2 жилищни хоризонта.
В землището на съседното село Кралево (3 км отстояние от Певец) през 1979 г. е намерено тракийско златно съкровище – Кралевско съкровище, датирано между IV-III век пр.н.е.
Днес за коренното население на селото се смята, че е от така наречените ерлии или хърцои, тъй като използват някои специфични думи със славянски произход. Името „хърцои“ е свързвано предимно с името на старобългарското божество Хърс. Друга теория за понятието се свързва с факта, че са коренното население от полето – „Кърски сой“. В хрониките пише, че хърцоите са преки потомци на родовете последвали големия син на цар Владимир–Расате (Хръсате). Освен хърцои, етнографската група е наричана и ерлии, което означава „местни“ (от турски: yer – място).
Според устните предания през османския период в селото се заселват турски семейства, които много тормозели местните жители. Затова местните хърцои станали недоверчиви към външни хора и новодошлите преселници в селото наричали „гелмета“ (от турски: gelme – „идва“). Характерно за певечани е и тяхната пестеливост, стигаща понякога и до скъперничество.

### Население
Численост на населението според преброяванията през годините:
| \| Година на преброяване \| Численост \| \| --------------------- \| --------- \| \| 1934 \| 711 \| \| 1946 \| 702 \| \| 1956 \| 587 \| \| 1965 \| 515 \| \| 1975 \| 358 \| \| 1985 \| 265 \| \| 1992 \| 224 \| \| 2001 \| 232 \| \| 2011 \| 151 \| \| 2021 \| 171 \| |           |
| Година на преброяване | Численост |
| 1934 | 711       |
| 1946 | 702       |
| 1956 | 587       |
| 1965 | 515       |
| 1975 | 358       |
| 1985 | 265       |
| 1992 | 224       |
| 2001 | 232       |
| 2011 | 151       |
| 2021 | 171       |

### Етнически състав
Преброяване на населението през 2011 г.
Численост и дял на етническите групи според преброяването на населението през 2011 г.:
|                     | Численост | Дял (в %) |
| Общо                | 151       | 100,00    |
| Българи             | 106       | 70,19     |
| Турци               | 0         | 0,00      |
| Цигани              | 0         | 0,00      |
| Други               | 0         | 0,00      |
| Не се самоопределят | 0         | 0,00      |
| Неотговорили        | 45        | 29,80     |